# Гегетория
Гегетория (Эгетория Ηγετορία) — нимфа с Родоса, жена царя Иалиса Охима и мать Кидиппы. Возможно, с ней связан род Агеторидов. В Колофоне был род Эгеторидов, в Эфесе хилиастида Эгетория.